# 고석진
고석진(1856년 ~ 1927년)은 구한말의 의병으로 독립의군부 참모장을 지냈으며, 1990년 건국훈장 애국장을 받았다. 본관은 장흥.

## 생애
그는 전라북도 고창 출신으로 을사조약 이후 8도사민창의 포고문을 작성하여, 그의 문하에 있던 고예진과 고제만에게 배포하게 하였다. 또한 스스로 의병 30명을 이끌고 순창에서 일본군과 교전을 벌였다. 교전 중 체포되어 2년 4개월간 경성 일본군사령부에 수감되었다. 독립의군부가 조직된 후 참모장을 맡았다. 사망후 고창군의 사당에 배향되었다. 1990년 대한민국 건국 훈장 애국장이 추서되었다.

## 상훈
- 1968년 대통령 표창
- 1977년 건국포장
- 1990년 건국훈장 애국장

## 참고 문헌
- 『대한민국독립유공인물록(大韓民國獨立有功人物錄)』(국가보훈처, 1997)
- 『독립운동사』 1·3·7·8(독립운동사편찬위원회, 1971∼1976)
- 『한국독립사(韓國獨立史)』(김승학, 독립문화사, 1965)
- 『고등경찰요사(高等警察要史)』(조선총독부경찰부, 1934)